# Pleurosicya fringilla
Pleurosicya fringilla és una espècie de peix de la família dels gòbids i de l'ordre dels perciformes.

## Morfologia
Els mascles poden assolir els 2,2 cm de longitud total.

## Distribució geogràfica
Es troba des de Sodwana Bay (Sud-àfrica) fins a les Illes Gambier, les Illes Ryukyu i Austràlia.